# 鲁日蒙 (科多尔省)
鲁日蒙（法語：Rougemont，法語發音：[ʁuʒmɔ̃] ⓘ）是法国科多尔省的一个市镇，位于该省西北部，属于蒙巴尔区。

## 地理
鲁日蒙（47°40'6"N, 4°14'41"E）面积9.52 平方千米，位于法国勃艮第-弗朗什-孔泰大區科多尔省，该省份为法国中东部省份，北起奥布省，西接涅夫勒省和约讷省，南至索恩-卢瓦尔省，东南接汝拉省，东临上索恩省，东北部与上马恩省接壤。
与鲁日蒙接壤的市镇（或旧市镇、城区）包括：阿尔芒松河畔佩里尼、阿朗、阿涅尔昂蒙塔涅、比丰、坎西勒维孔特、阿尔芒松河畔艾西。

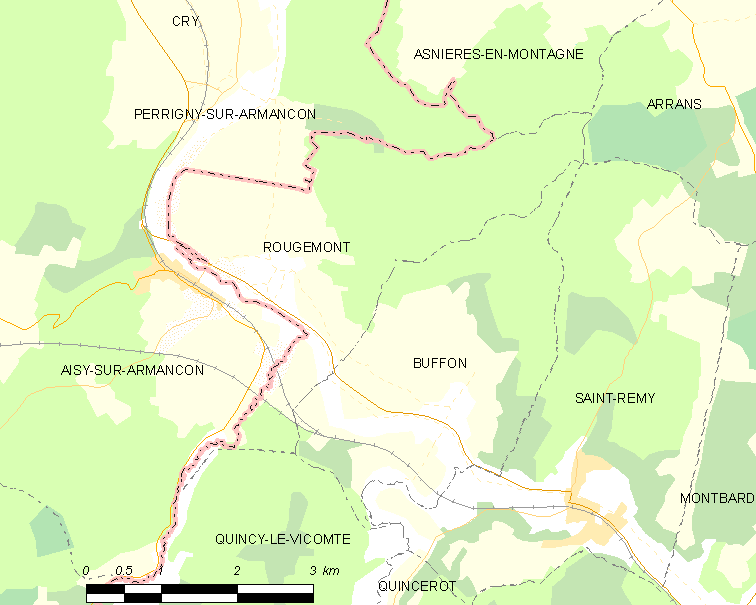
的OSM定位图

鲁日蒙的时区为UTC+01:00、UTC+02:00（夏令时）。

## 行政
鲁日蒙的邮政编码为21500，INSEE市镇编码为21530。

## 政治
鲁日蒙所属的省级选区为蒙巴尔县。

## 人口

1962-2008年间人口变化图示

鲁日蒙于2022年1月1日时的人口数量为144人。